# Мельник (Підляське воєводство)
Мельник (Мєльнік, Мельнік, пол. Mielnik) , (Своя мова: Мельнік, Mélnik) — село в Польщі, у гміні Мельник Сім'ятицького повіту Підляського воєводства. Населення — 879 осіб (2011). Лежить на теренах історичного Підляшшя. У минулому — руське місто з XI ст. у Берестейській землі,  з XII ст. у Дорогичинській землі, а з XVI ст. - центр Мельницької землі Підляського воєводства.

## Назва
Єдиної версії походження назви Мельника немає. Згідно з однією версією назва походить від водяних млинів, які працювати завдяки течії Західного Бугу, відповідно до іншої версії — від давньоруського слова «мѣлъ» («крейда»).

## Географія
Розташований над річкою Західний Буг. Поблизу села на поверхню виступають поклади білої крейди, яка становить геологічне підложжя на Підляшші. Від Сельців через Мельник — Високе простягається північна смуга решток кінцевих морен.
У Мельнику міститься копальня крейди. На місці цієї копальні знайдені глибокі шахтові стовбури, у яких, ймовірно, добували кремінь ще у часи неоліту.

## Історія
В. Лосинський припускав, що близько 880 р. був активований балтійський торгівельний шлях, що ініціювало прямий торгівельний зв’язок Середнього Подніпров’я через Буг та Віслу з Балтійським узбережжям. Бузький торгівельний шлях, імовірно, мав такі важливі пункти як Берестя, Мельник та Дорогочин, що стимулювало розвиток тут ранньосередньовічних поселень. Знахідки монет безпосередньо пов’язують з окремим пунктами на тогочасних торгівельних шляхах. Поблизу вищезгаданих пунктів знайдено скарби арабських монет (так званих дирхемів).
Археологічні дані свідчать про заснування на місті сучасного Мельника оборонного городища у XI столітті. Згадується в Іпатіївському літописі як руське місто над Західним Бугом під час правління князів Романа та Данила. Входило до складу Дорогичинського князівства. За одними даними перша літописна згадка сягає 1240 року. За іншими даними перша згадка Мельника припадає на 1258 рік у Галицько-Волинському літописі у зв'язку з обіцянкою князя Данила Галицького прикрасити чудотворну ікону Спаса у церкві Богородиці у цьому місті. Згадується у Галицько-Волинському літописі під час опису появи Бурундая на рубежах Галицько-Волинського князівства 1258 року.
|  | Данило, отож, сів із братом [Васильком] і з сином [Львом думати]. Печальними бувши, радились вони, бо знали, що як Данило поїде, то не буде він назад із добром. Коли порадилися вони всі, то поїхав Василько замість брата, і провів його брат до Берестія, і послав із ним людей своїх. І, помолившись богу святому, Спасу ізбавителю,— а це ікона, яка є у городі Мельниці в церкві святої Богородиці і нині стоїть у великій честі,— дав йому обітницю Данило-король прикрасою оздобити її |

Вказівка літописця на те, що Мельник розташований недалеко від Берестя, дає підстави думати, що він стояв на Західному Бузі, на південний схід від Дорогичина і може бути ототожнений з городищем в сучасному Мельнику.

В повідомленні 1258 р. Мельник згадується ще раз, поруч з такими городищами як Дорогичин, а також прикордонна з Мазовією Візна:
«Потім же, думаючи іти на Городен [і] гадаючи, що вони там обидва, [Данило] послав тому [гінця] по Льва, сина свого, і по людей своїх, і приїхали вони в город Мельник. Але коли він збирався іти до Городна і всі поспішали, то була із Ляхів у короля Данила вість, що татари пробувають у Ятвягах. Лев тоді сказав [Данилові] : «Вої твої голодні є і коні їх». А він, одповівши, сказав йому: «Ми пошлем сторожів до Визни». І дав Данило-король харчу воям досита і коням їхнім.

Послано було раніше також двох послів у Ятвяги, довідатися іпро брата [Василька]. Але тому що татари приїхали | в Ятвяги, посли обидва схоплені були, і допитував їх [Бурондай]: «Де є Данило?» І вони відповіли: «У Мельниці він є». Вони, [татари], сказали тоді: «То є спільник наш. Брат його воював із нами. Туди ідем». Але сторожі [Данилові] розминулися з ними, [татарами], і вони пройшли до Дорогичина. І була [про це] вість Данилу, [і] послав він звідти, [з Мельника], Льва, і Шварна, і Володимира [Васильковича], кажучи їм: «Якщо ви будете в мене — їздити вам у стани до них. Коли ж я буду…»
Ці повідомлення свідчать, що Данило Романович приєднав Дорогичин та Мельник до складу Галицько-волинської землі. На той час Мельник був одним з найбільших підляських городищ (разом з Дорогичином та Більськом).
1262 р. згадується спустошливий литовський набіг на околиці Мельника:
«Друга ж рать литовська пустошила тої самої неділі довкола [города] Мельниці. Був же з ними воєвода Тюдіяминович Ковдижад, і взяли вони здобичі багато. Тому князь Василько поїхав услід за ними із сином своїм Володимиром, і з боярами своїми, і зі слугами, поклавши упрвання на бога, і на пречистую його матір, і на силу чесного хреста, і догнали вони їх коло Небля-города».

Після смерті князя Шварна Даниловича у 1269 р. Побужжя успадкував князь Лев Данилович, який передав його (разом з Мельником) своєму сину Юрію Львовичу.

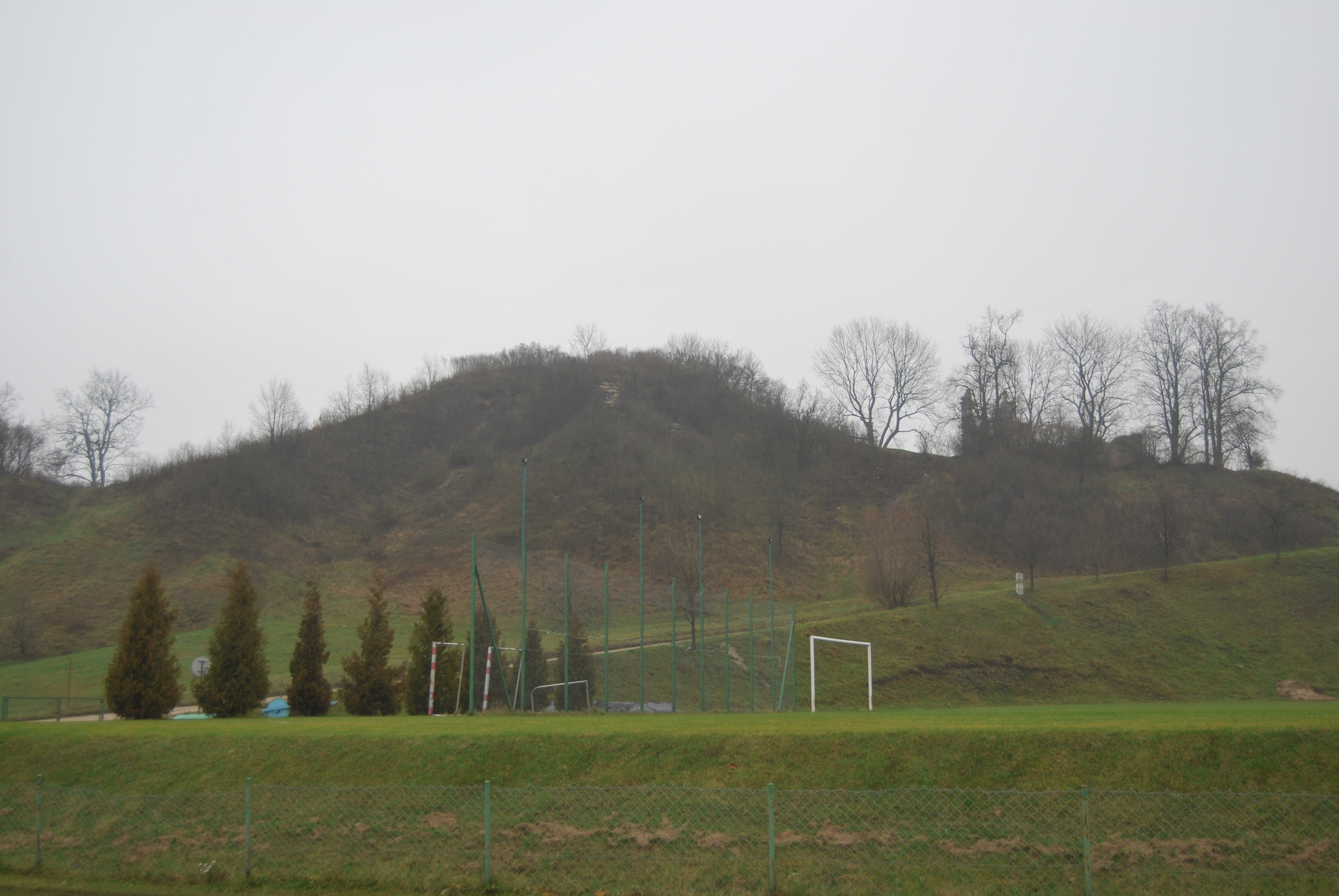
Замкова гора у Мельнику. Тут розташовувалося давньоруське городище

Як місце збору воїнів для походу у польські землі Мельник згадується у Галицько-Волинському літописі 1281 р.:
«Володимир тоді, спорядивши рать, пішов до Берестія. Тут він і зібрався. І холмляни прийшли до нього,— а воєвода був із ними Тюйма. І рушив Володимир до [города] Мельника із безліччю воїв. Із Мельника ж одрядив Володимир із ними воєводу Василька [Романовича] 2, князя слонімського, і [воєводу] Желислава, і [воєводу] Дуная, а з Юрієвою раттю був воєвода Тюйма. І так рушили вони в Ляхи, а Володимир, одрядивши рать, поїхав до Берестія».
Як місце, з якого відбувався військовий похід на територію Польщі Мельник фігурує у також у Галицько-Волинському літописі 1282 р.:

«І тоді рушили вони всі, і Юрій-князь із ними теж пішов на Болеслава. Але коли були вони в [городі] Мельниці, то прислав до нього, [Юрія], отець його Лев [посла], кажучи йому так: «Сину мій Юрію! Не ходи сам із литвою. Убив я князя їх Войшелка. Іще захочуть вони помсту вчинити». І Юрій не пішов, згідно з отчим словом, а послав рать свою. І тоді, пішовши, узяли вони Сохачев-город, і набрали в ньому добра багато й челяді, а решту порубали. І так | набрали вони здобичі і пішли до себе».
А 1288 р. Мельник востаннє згадується Галицько-Волинським літописом у зв’язку з претензіями Юрія Львовича (який володів Мельником) на Берестя:
«Коли ж після цього минуло декілька днів, [то] прислав Юрій Львович посла свого до стрия свого князя Володимира, кажучи йому: «Господине, стрию мій! Бог відає і ти, як я тобі служив єсмь зо всею правдою своєю. Я мав тебе єсмь за отця собі. Пожаліти б тобі мене за службу, бо нині, господине, отець мій прислав до мене. Однімає він у мене городи, що мені був дав,— Белз, і Червен, і Холм,— а велить мені бути в Дорогичині і в Мельниці. Тож б’ю я чолом І богові і тобі, стриєві своєму: дай мені, господине, Берестій, і то б мені разом було»».
Після виснажливих війн XIII—XIV століть галицьких князів з татарами, ятвягами та хрестоносцями Добжинського Ордену територія Підляшшя стала сильно спустошеною, старі руські поселення залишалися тільки в околицях найбільших міст — Дорогичина та Мельника. Місто та його замок були знищені татарами.
З XIV століття перебував у складі Великого князівства Литовського. Після мирного договору 1366 року Мельник та декілька інших міст руських міст стали власністю Кейстута Гедиминовича, князя троцького. Мельник згадується як місто «країни руської» у договорі, який був укладений осінню 1379 року Ягайлом і Кейстутом з Тевтонським орденом. Договір мав на десять років вберегти від нападів хрестоносців володіння Кейстута. Згідно із записами німецького хроніста Віґандома з Марбурґа весною того ж 1379 року, до укладання цього договору, Мельник серед інших міст Надбужжя був пограбований хрестоносцями.
У 1382 році між литовськими князями спалахнув міжусобний конфлікт, під час якого надбужанські міста, включно з Мельником, захопив мазовецький князь Януш.
|             | чоловік передбачливий та проворний, дотримуючися правила, що не можа пропускати доброї нагоди (...) захопив у своє володіння два замки, Дорогичин і Мельник (...), знищив округи Сураж, Більськ, Кам’янець і Берестя. Взяв у облогу також і берестейський замок, але полишив це, коли довідався, що перебуває там його теща [дружина Кейстута]. |
| — Ян Длугош | |

Проте вже у 1383 році Ягайло, який переміг у боротьбі з Кейстутом та Вітовтом, встановлює свій контроль над Надбужжям. 1384 року Мельник разом з іншими містами та землями Гродненщини та Берестейщини були передані Ягайлом своєму двоюрідному брату Вітовту. У вересні 1391 року під час нового міжусобного конфлікту між Вітовтом та Ягайлом перший віддав Дорогичинську землю, включно з Мельником, у ленне володіння мазовецькому князеві Янушові. Проте досить скоро (не пізніше 1405 року) Вітовт повернув собі цю територію.
У 1390-ті та 1440—1444 роки Дорогичинська земля (з Мельником, Більськом та Суражем) тимчасово перебувала у володінні мазовецьких князів.

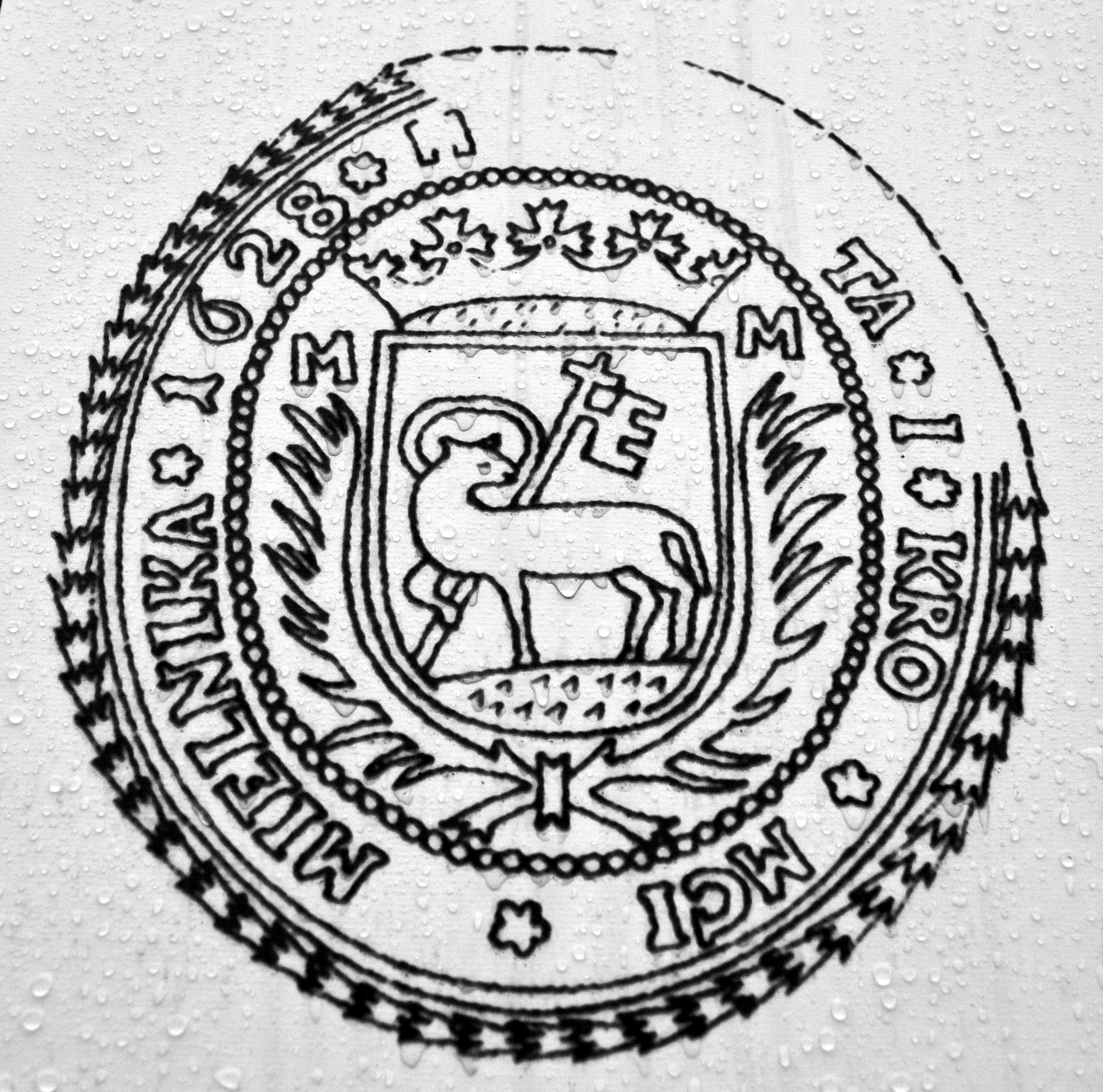
Міська печатка, 1628

Головні міста на території Північного Підляшшя виросли з поселень біля руських городищ XI-ХІІ ст. Так виникли пізньо-середньовічні міста Дорогичин, Більськ, Мельник, Сураж, Нарва і  Бранськ. 1440 року Мельник отримав хелмінське міське право, а у 1501 році — магдебурзьке, що сприяло його швидкому розвитку. Протягом XVI століття став центром Мельницької землі, яка виділилася з Дорогичинської землі.
23 жовтня 1501 року у місті великим князем литовським Олександром був підписаний один з актів польсько-литовської унії (Мельницька унія), який не був затверджений Литовським сеймом. Також через опір шляхти не набув чинності Мельницький привілей від 25 жовтня 1501 року, згідно з яким королівська влада в Королівстві Польському контролювалася сенаторами, якими мали бути польські магнати.
У 1569 році внаслідок Люблінської унії Мельник у складі Мельницької землі Підляського воєводства увійшов до складу Королівства Польського.
Через війни у XVI столітті місто занепало і Мельник утратив своє попереднє значення. Проте станом на XVI ст. Мельник ще був майже повністю русько-українським.
Після третього поділу Речі Посполитої 1795 року Мельник у складі північної частини Підляського воєводства увійшов до складу Пруссії. Проте у 1807 році, після перемоги Наполеона над Пруссією та укладення ним союзу з Олександром I, Білостоцька область була приєднана до Російської імперії.
Міські права втратив у 1934 році.
У 1975—1998 роках село належало до Білостоцького воєводства.

## Населення
У XVI столітті населення Мельника становило понад 1000 осіб і було майже повністю українським. 1580 року у Мельнику було 252 доми. Населення займалося насамперед рільництвом (до нього належало 122 волоки міських ґрунтів) і ремеслом, а також торгівлею.
Через війни у XVI столітті місто занепало — чисельність населення зменшилася до 480 осіб, оброблювалися лише 5 волок землі. Після цього Мельник утратив своє попереднє значення — у 1789 році у ньому було лише 108 домів. У цей час його жителі займалися рільництвом і дрібним ремеслом. 1799 року, коли ця частина Підляшшя входила до складу Пруссії, місто мало 141 дім та 822 жителі.
У XIX столітті, бувши розташованим осторонь від комунікаційних шляхів, Мельник не розвивався на достатньому рівні. 1921 року у ньому мешкало 1091 особа (184 доми), а в 1931 році — 1389 осіб.
Розподіл населення Мельника за мовою згідно з переписом 1897 року:
| Мова            | Осіб | Відсоток |
| --------------- | ---- | -------- |
| єврейська       | 441  | 29,7 %   |
| українська      | 422  | 28,42 %  |
| російська       | 324  | 21,81 %  |
| польська        | 293  | 19,73 %  |
| Не вказали мови | 5    | 0,34 %   |
| Разом           | 1485 | 100 %    |

Згідно з переписом 2011 року у селі проживало 879 осіб.
Демографічна структура на 31 березня 2011 року:
|          | Загалом | Допрацездатний вік | Працездатний вік | Постпрацездатний вік |
| -------- | ------- | ------------------ | ---------------- | -------------------- |
| Чоловіки | 419     | 63                 | 292              | 64                   |
| Жінки    | 460     | 70                 | 265              | 125                  |
| Разом    | 879     | 133                | 557              | 189                  |

## Культура

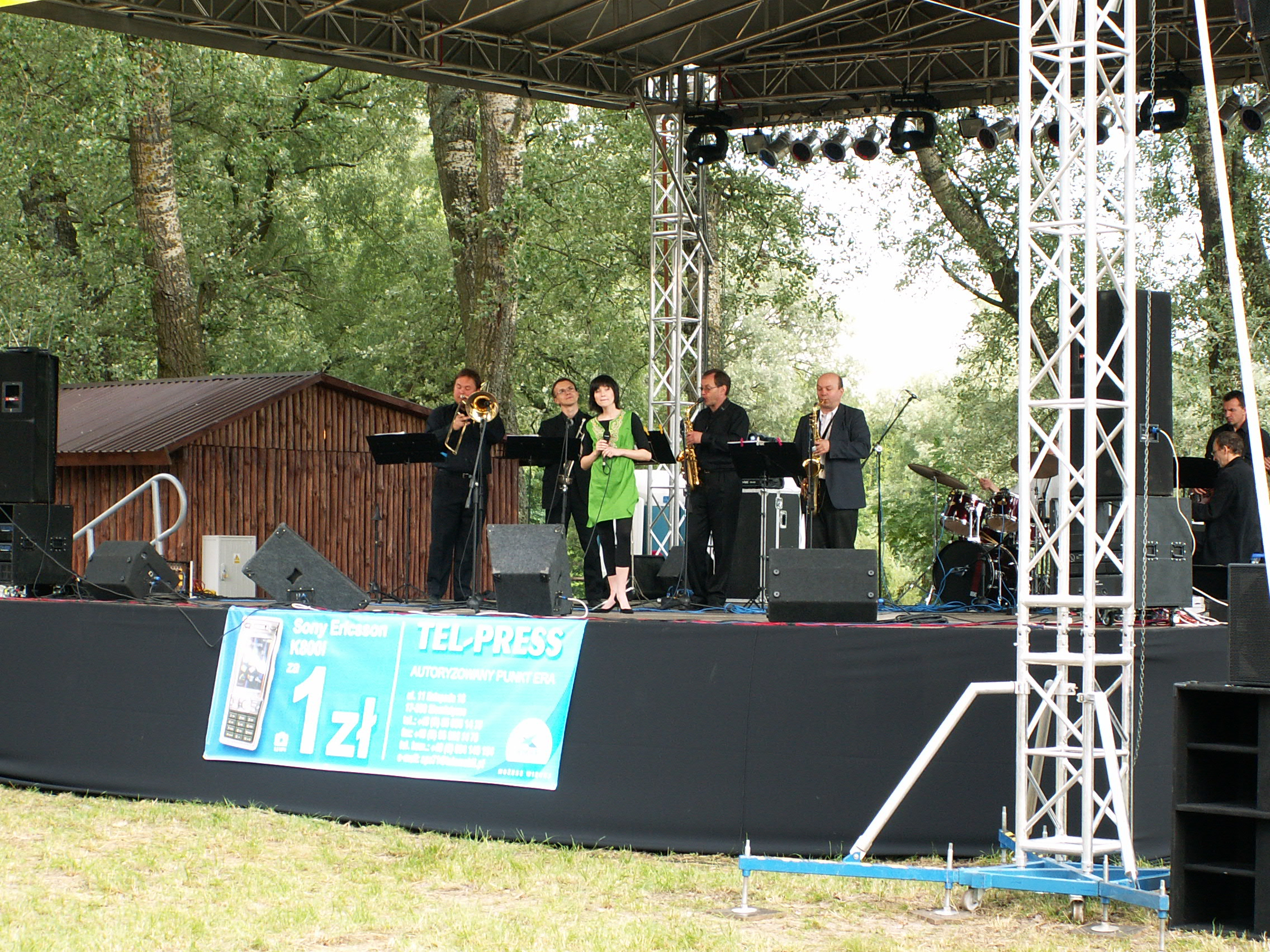
Виступ музичного колективу під час дня Мельника, 2007

Село Мельник є місцем проведення різних культурних подій за участі українців Підляшшя (музичний фестиваль, велосипедний рейд, щорічні фестивалі українського фольклору). Також у Мельнику проходить фестиваль «Мельницький коровай», під час якого, насамперед, відбувається конкурс на найкращий обрядовий хліб.
У селі неодноразово проводився фестиваль «Музичні діалоги над Бугом», який відбувається на Північному Підляшші з 1991 року, організовується захід Союзом українців Підляшшя та владою гміни Мельник. Спочатку захід був заснований та організовувався Союзом українців Підляшшя як захід української культури, однак пізніше влада гміни Мельник змінила формат проведення фестивалю, перетворивши його на багатокультурний захід. У ньому беруть участь фольклорні колективи підляської молоді та музичні колективи з України. Зокрема, цей фестиваль проводився у селі Мельник на березі річки Західний Буг у 1991—1998 роках (10-11 серпня 1996 року — VI проведення, 9-10 серпня 1997 року — VII проведення) та 4-5 серпня 2012 року (XII проведення).

## Релігія

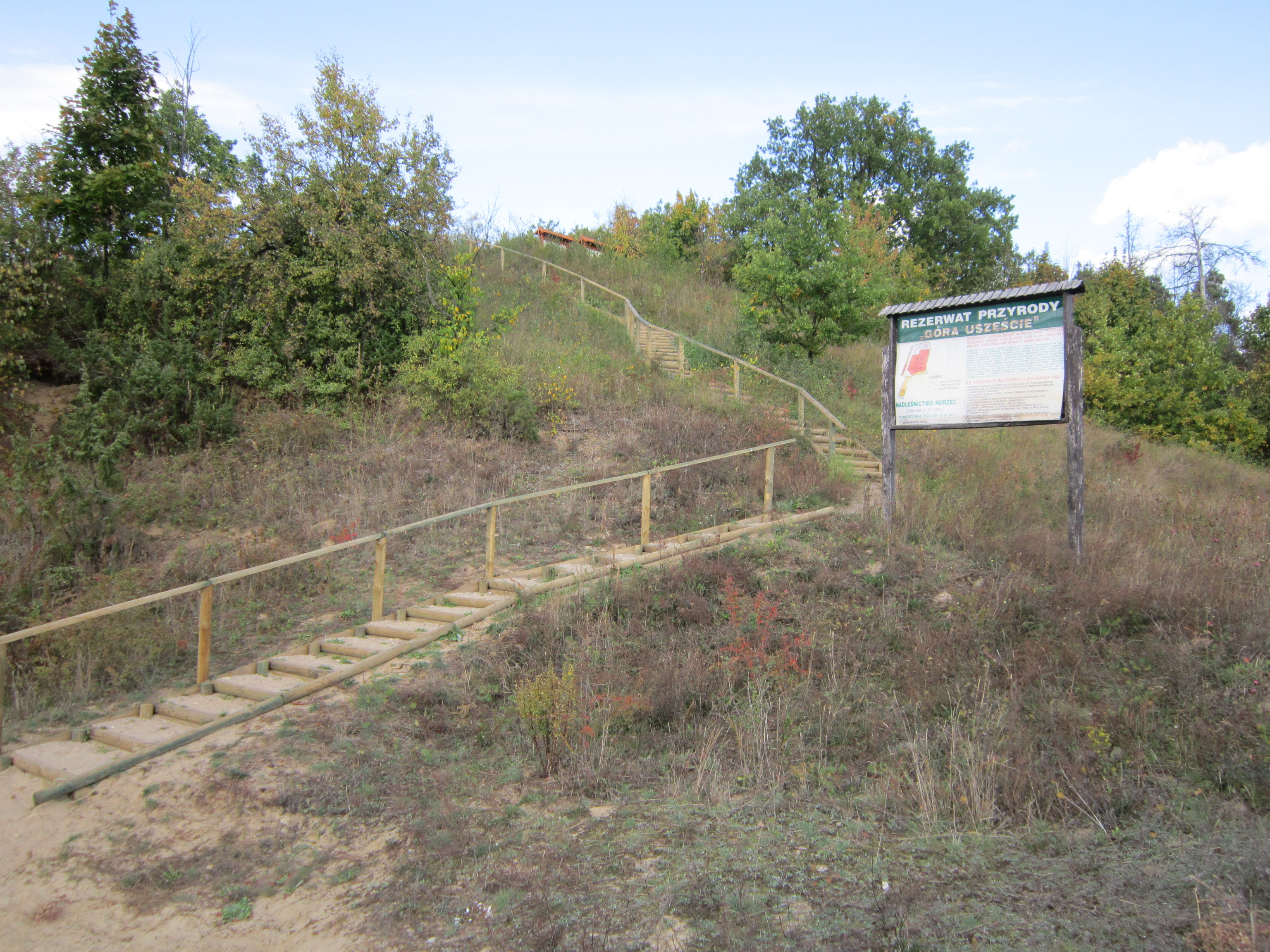
Гора Вшестя

За народними переказами, перша церква в Мельнику, яка провалилася під землю, була побудована на горі Вшестя, на місці колишнього язичницького храму.
У Галицько-Волинському літописі згадується церква св. Богородиці , в якій була чудотворна ікона Спаса-Ізбавника, перед якою молився князь Данило Романович.
Теперішня парафіяльна церква — Народження Пресвятої Богородиці, яку збудовано у XIX столітті, розташована неподалік від городища і її вважають наступницею замкової церкви з княжих часів. Крім цього, на цвинтарі Мельника розташована каплиця Покрови Святої Богородиці.

## Галерея

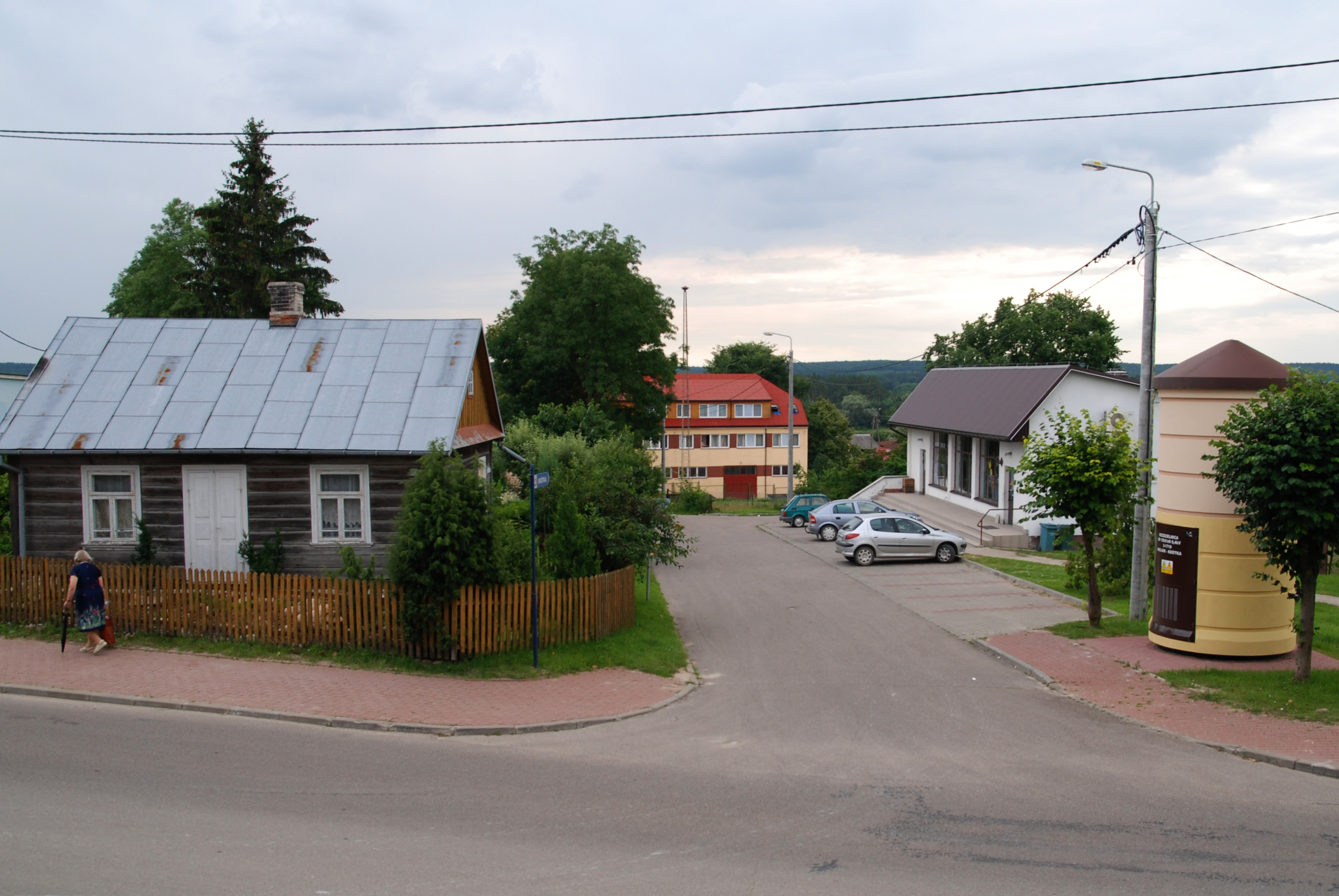
Вулиця Мельника
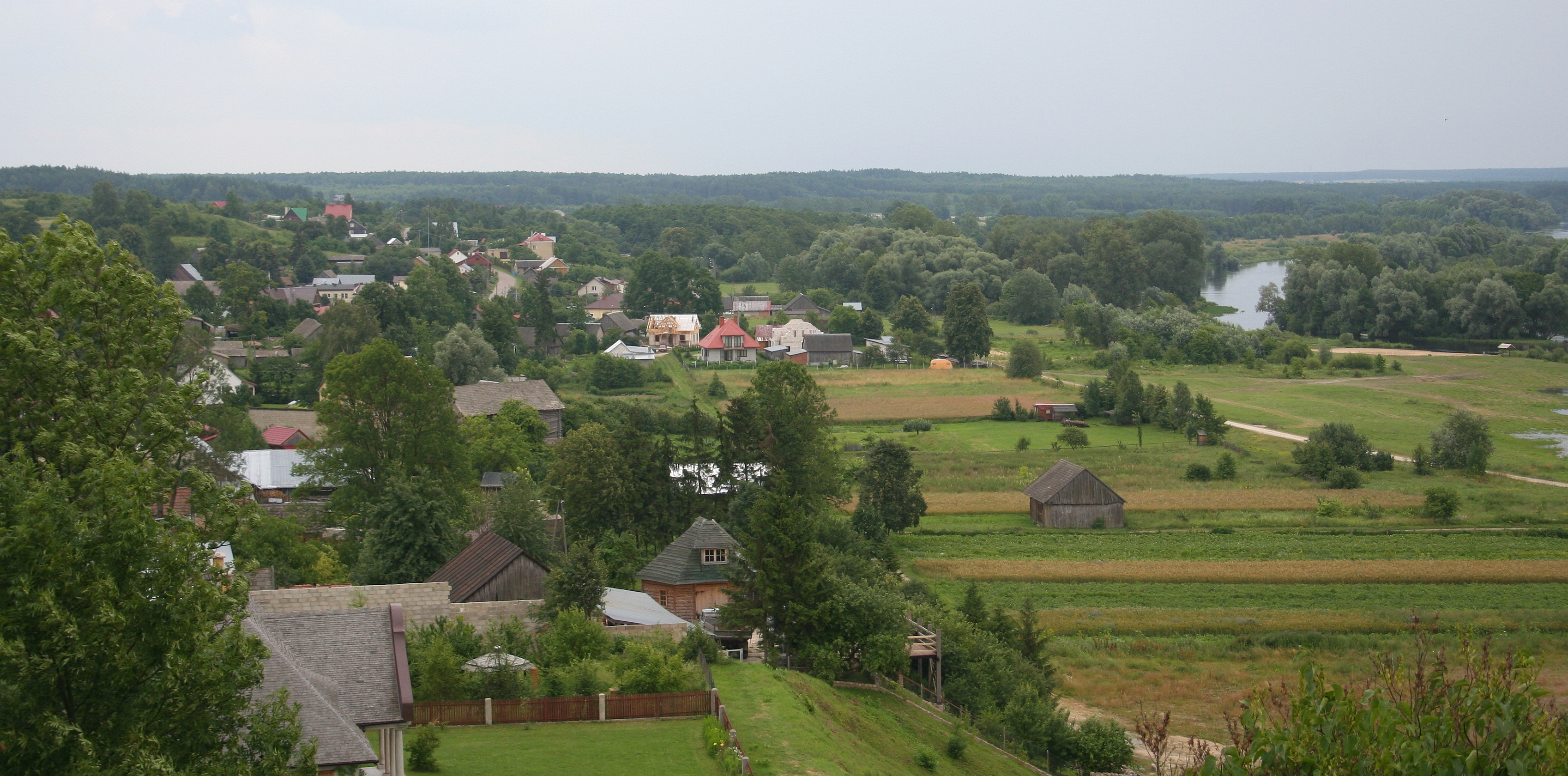
Вигляд на село із Замкової гори
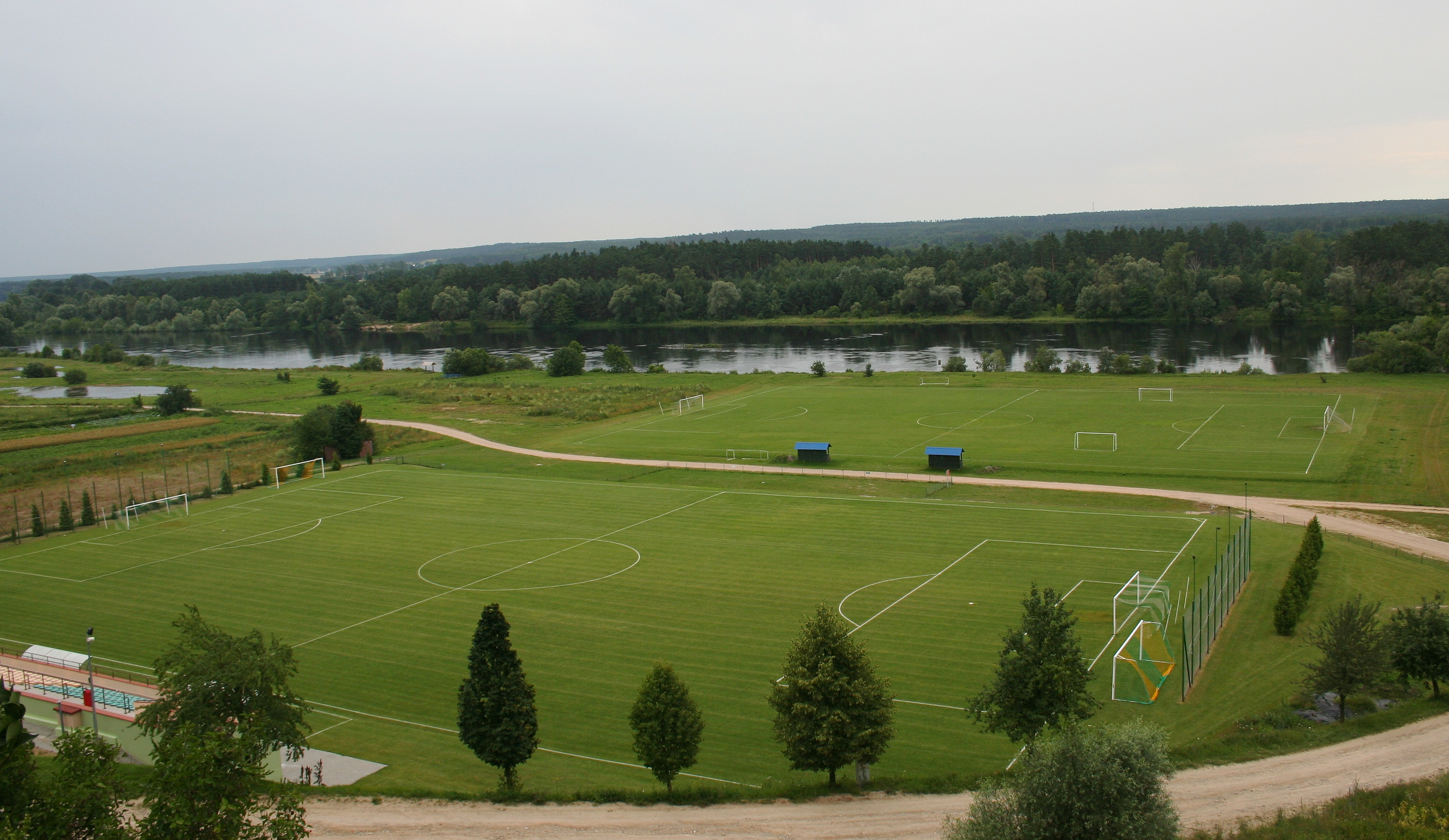
Стадіон та річка Західний Буг
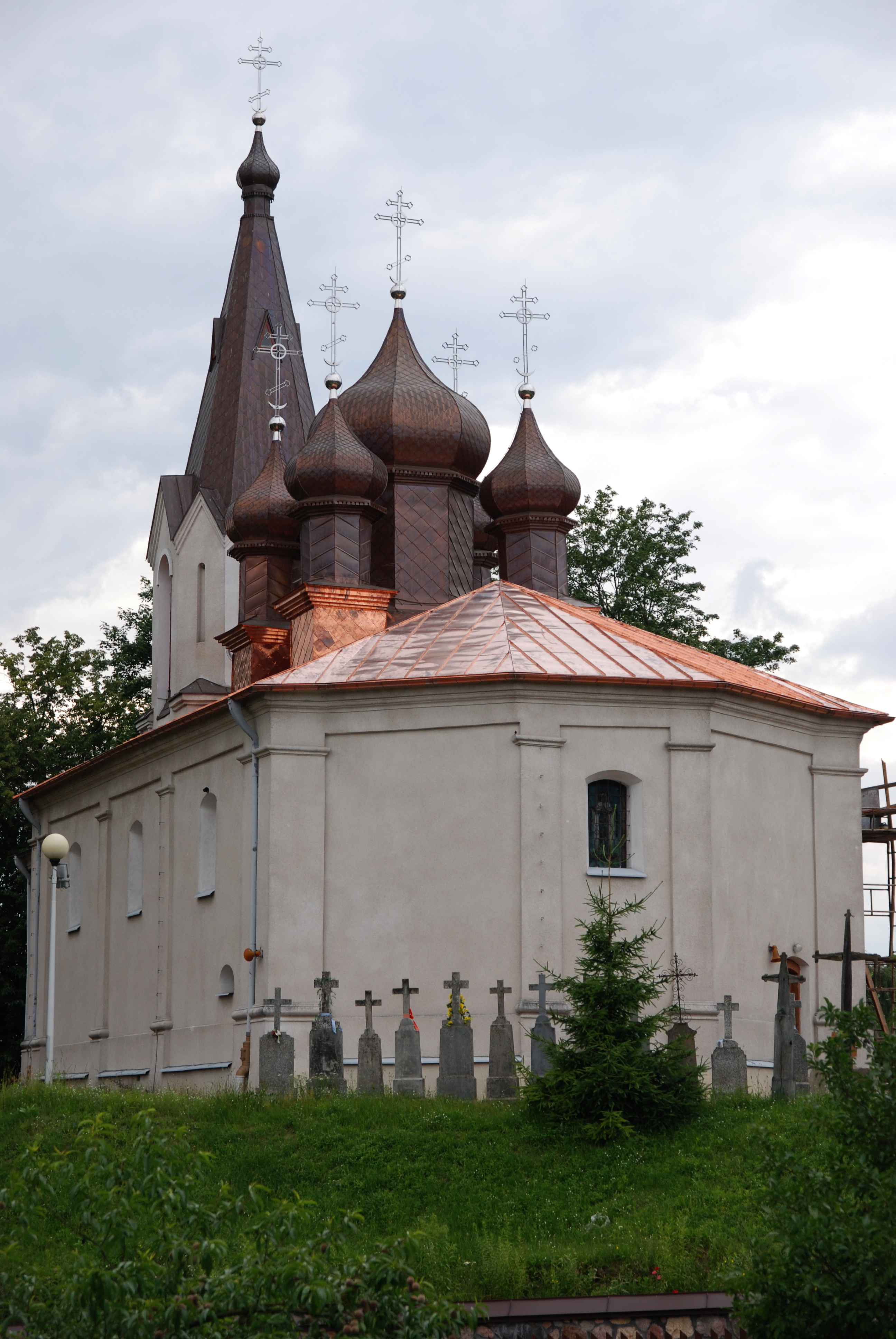
Православна церква Народження Пресвятої Богородиці
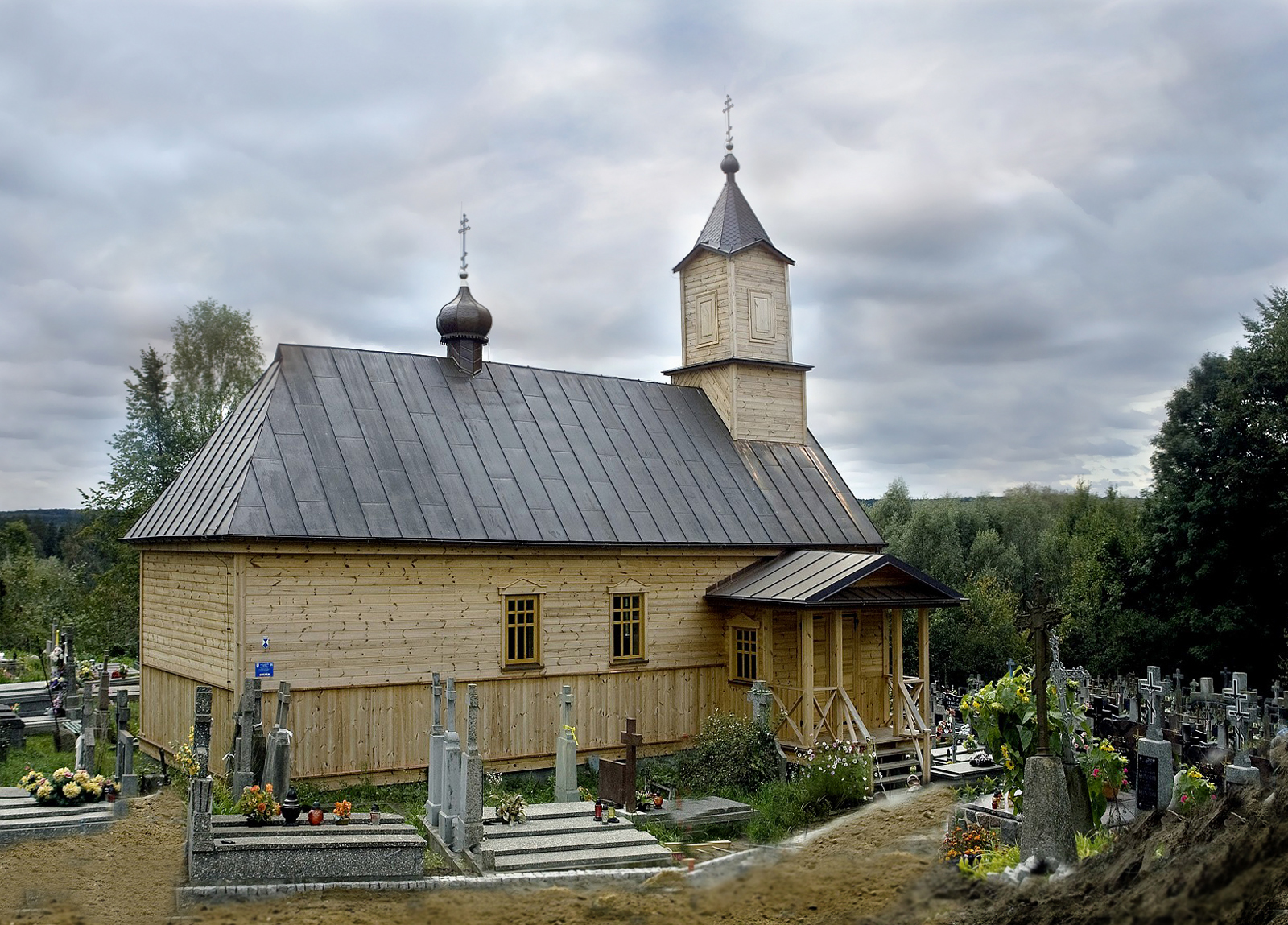
Православна каплиця Покрови Святої Богородиці
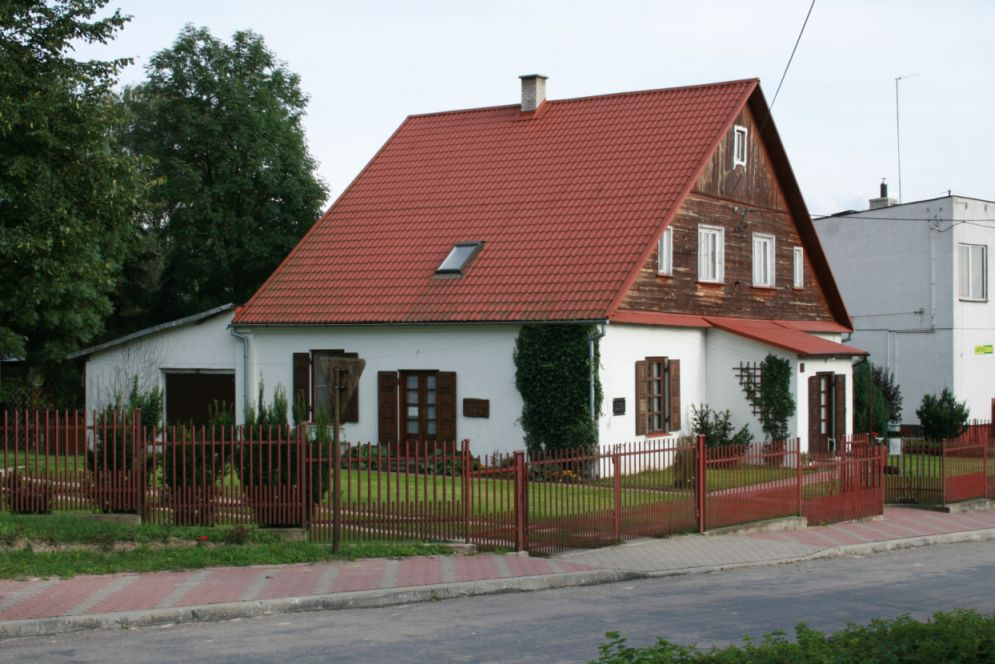
Синагога
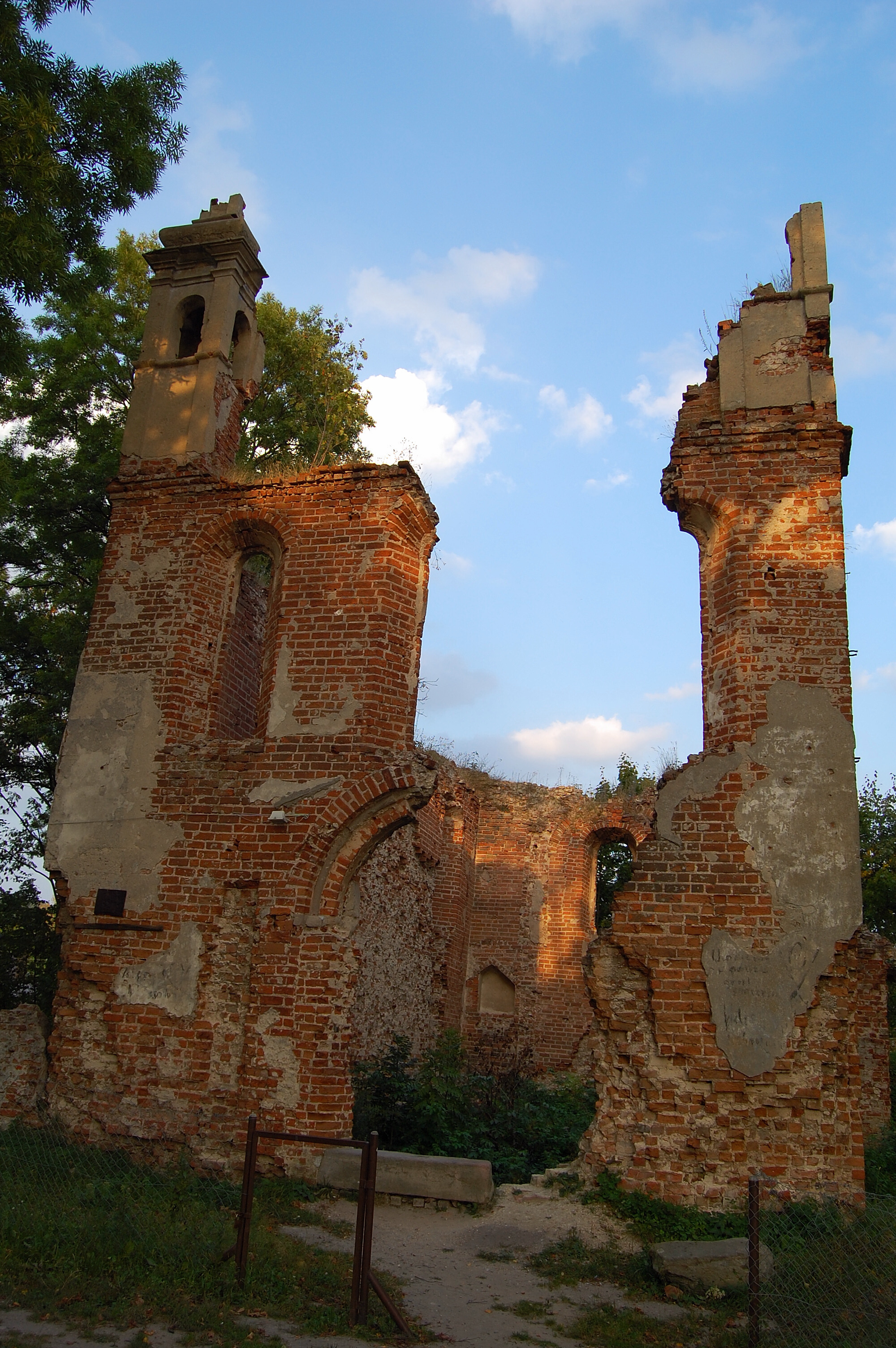
Руїни парафіяльного костелу Святої Трійці
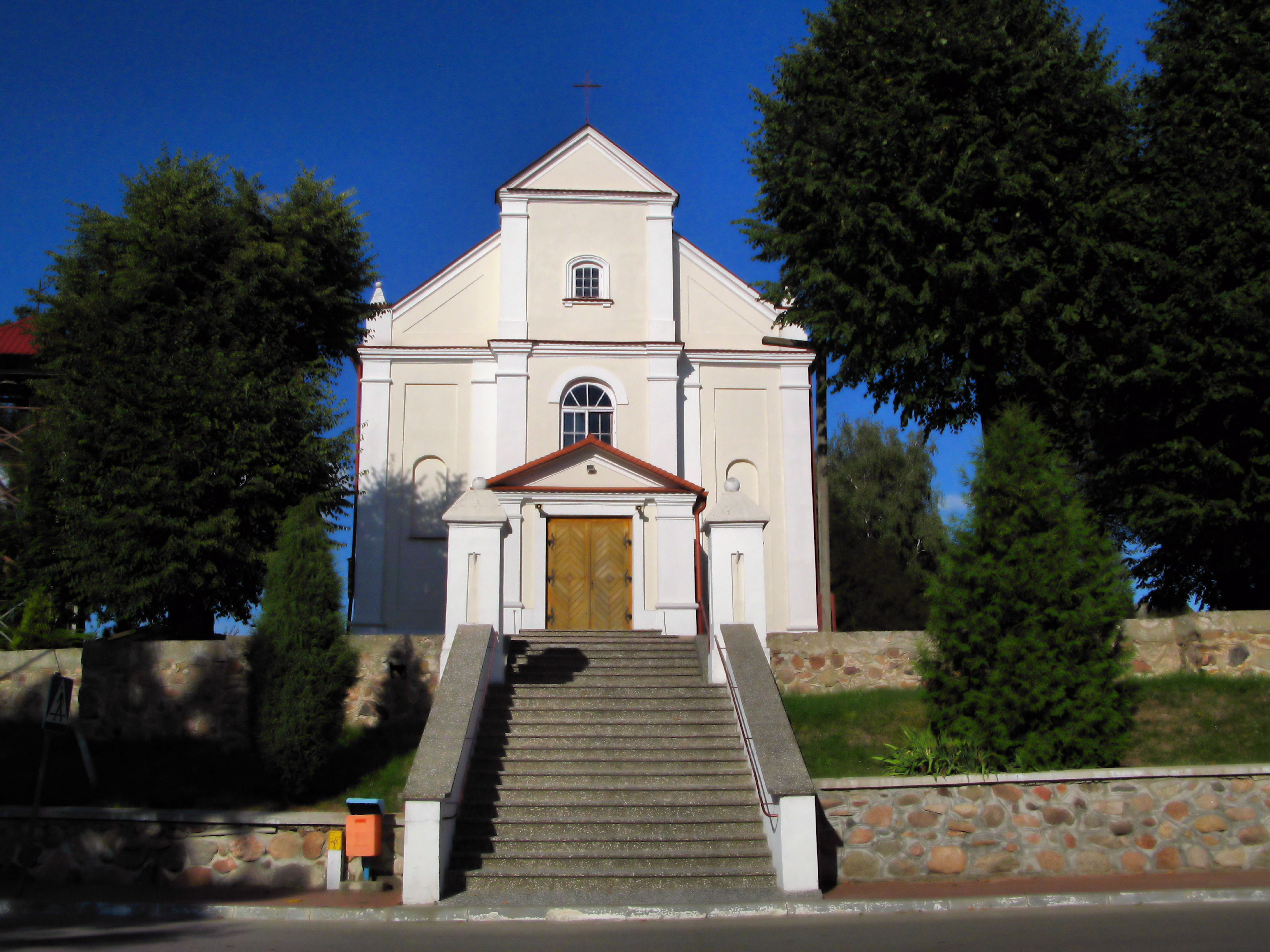
Костел Преображення Господнього
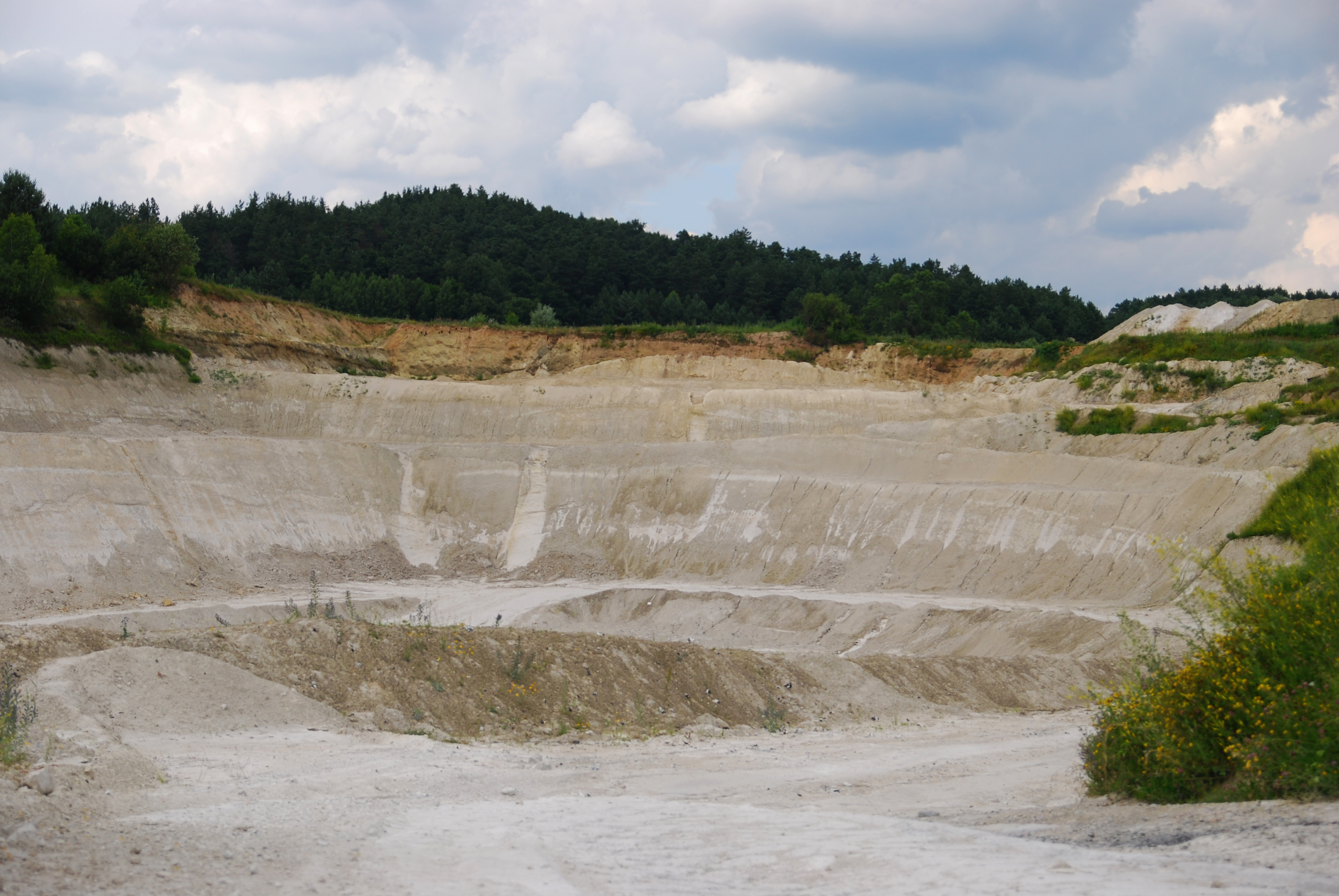
Копальня крейди в Мельнику
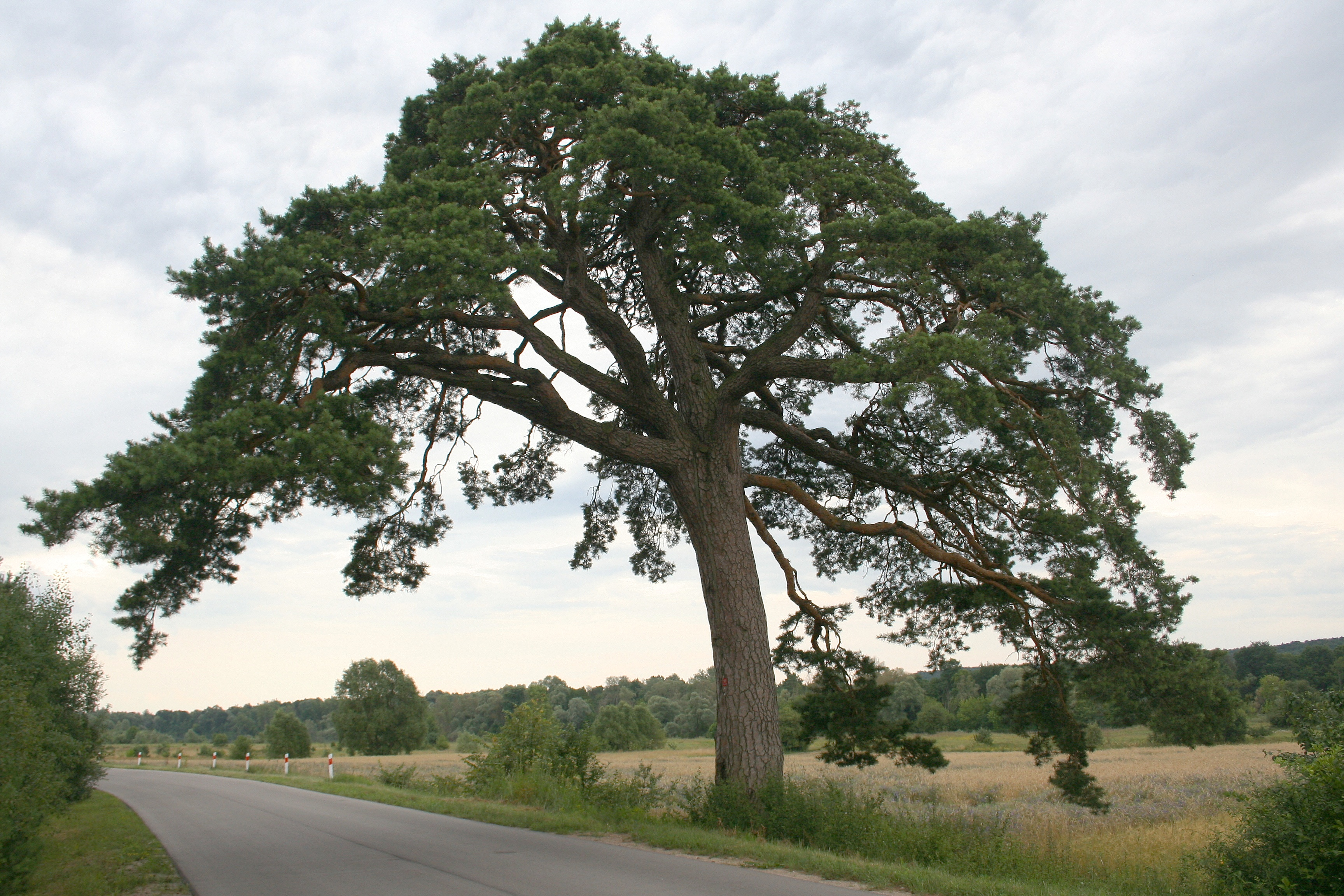
120-літня сосна, пам'ятка природи
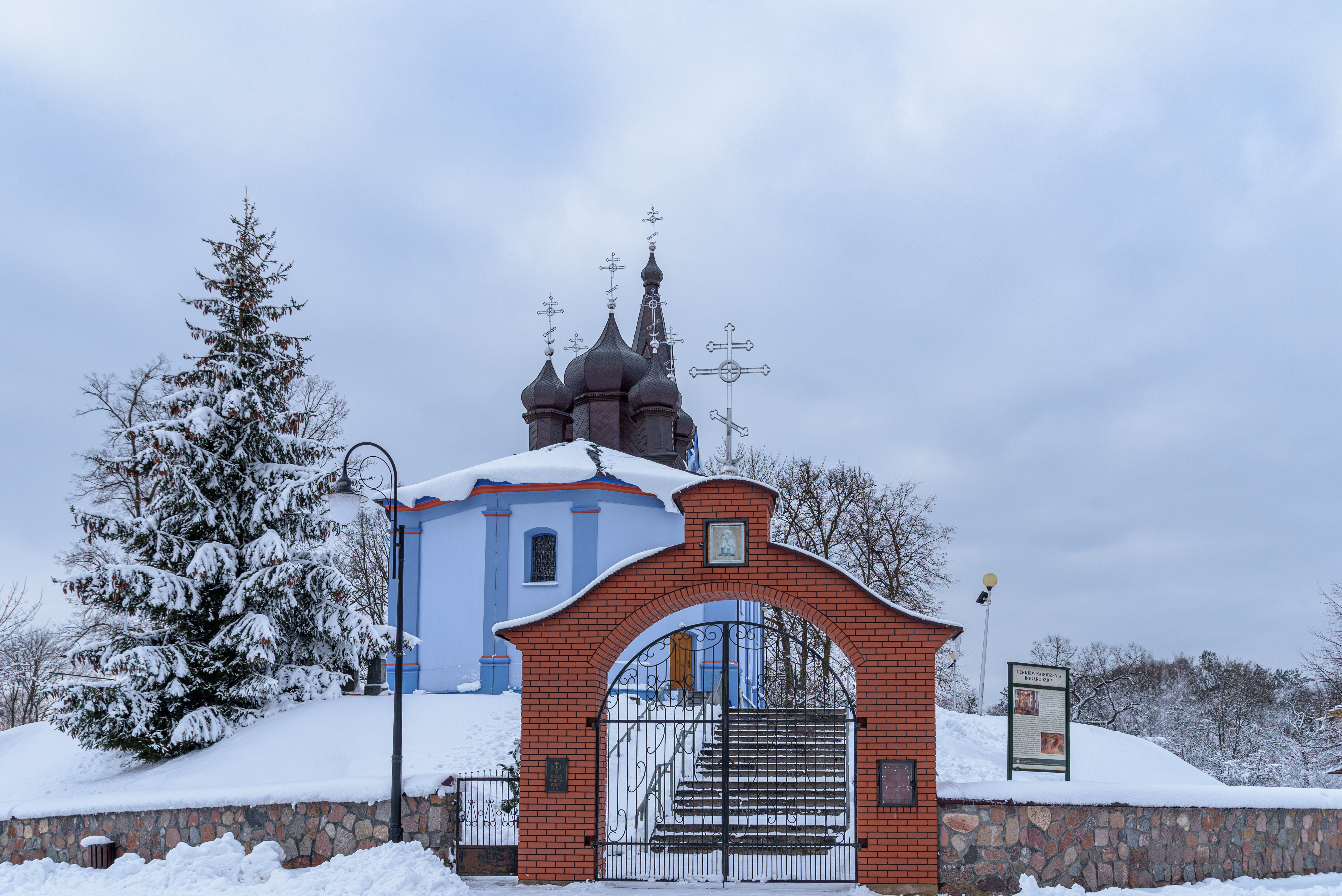
Православна церква